# 6e Parachutistendivisie
De 6e Parachutistendivisie was een Duitse divisie bestaande uit luchtlandingstroepen. De divisie werd in juni 1944 gevormd en was tot het einde van de Tweede Wereldoorlog actief.

## Achtergrond

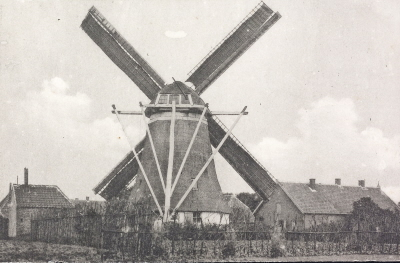
Zeker 73 soldaten van de 6e Parachutistendivisie verloren op 23 november 1944 het leven toen de molen Onze Rika in Bennekom in de lucht vloog. In de molen was een munitiedepot gevestigd. De explosie werd waarschijnlijk veroorzaakt door foutief menselijk handelen.

De 6e Parachutistendivisie werd in juni 1944 gevormd uit het 16e, 17e en 18e parachutistenregiment en het 6e parachutisten-artillerieregiment. Het 16e regiment vocht aan het Oostfront voordat ze werd teruggetrokken en bij de nieuw gevormde divisie werd gevoegd. Later werd ze weer losgemaakt van de divisie en werd opgenomen in de Parachutisten-Pantsergrenadierdivisie 2 Hermann Göring. 
Het grootste deel van de divisie werd in juli 1944 als Kampfgruppe ingezet in Normandië. Daar leed ze zware verliezen. De resten van de divisie trokken via Parijs terug, maar kwamen terecht in de omsingeling bij Mons. Hierbij werd de divisie eigenlijk vernietigd.
De overblijfselen van de divisie werden vervolgens naar Nederland overgebracht en in oktober 1944 werd de divisie heropgericht bij Kleef en in Noord-Nederland. In november 1944 kwam de divisie dan weer in actie, in de oostelijke Betuwe en later langs de Waal en Maas ten westen van Tiel. In de februari 1945 nam de 6e Parachutistendivisie deel aan de Slag om het Reichswald. De restanten van de divisie gaven zich in mei 1945 over in de buurt van Amersfoort.

## Commandanten
| Rang               | Naam                | Begin            | Eind             |
| ------------------ | ------------------- | ---------------- | ---------------- |
| Luitenant-generaal | Rüdiger von Heyking | 1 mei 1944       | 3 september 1944 |
| Kolonel            | Harry Herrmann      | 3 september 1944 | 1 oktober 1944   |
| Luitenant-generaal | Hermann Plocher     | 1 oktober 1944   | 8 mei 1945       |